# Neocirolana bicrista
Neocirolana bicrista är en kräftdjursart som beskrevs av Holdich, Harrison och Bruce 1981. Neocirolana bicrista ingår i släktet Neocirolana och familjen Cirolanidae. Inga underarter finns listade i Catalogue of Life.